# Теракт в Иерусалиме (2023, ноябрь)
Теракт в Иерусалиме — атака группировки ХАМАС (в период временного перемирия) на ожидающих общественный транспорт мирных жителей 30 ноября 2023 года на оживлённой транспортной развязке в западной части Иерусалима, осуществлённая двумя террористами, вооружёнными винтовкой М-16 и пистолетом Glock 19.
В результате были убиты трое — 24-летняя беременная женщина (плод спасти не удалось), 67-летняя женщина и 73-летний мужчина. Ещё один гражданский, стрелявший в террористов, был случайно убит солдатами, которые ошибочно приняли его за террориста. Шестнадцать человек получили ранения. Террористы были ликвидированы.

## Предыстория
В Иерусалиме не раз совершались теракты против граждан Израиля. К примеру, 23 марта 2011 года на автобусной станции в центре Иерусалима, 18 ноября 2014 года в квартале Хар Ноф, 8 января 2017 года в районе Армон ха-Нацив, 14 июля 2017 года в Восточном Иерусалиме, 23 ноября 2022 года в районе Гиват-Шауль.
27 января 2023 года был совершён теракт, когда палестинский боевик убил не менее семи израильских мирных жителей возле синагоги в Неве-Яакове.
7 октября террористы ХАМАСа во время внезапной атаки на Израиль совершили самые массовые теракты в истории Израиля. Кроме этого они захватили сотни мирных жителей. В ответ Израиль начал войну против террористов ХАМАСа. 22 ноября 2023 правительство Израиля одобрило сделку по обмену израильских заложников, пленённых террористами ХАМАСа в ходе внезапного нападения на Израиль, на палестинских заключённых, осуждённых израильским судом за нарушение закона. На время обмена было решено сделать перемирие, которое продолжалось и 30 ноября.

## Ход событий
Около 7:30 утра двое мужчин приехали на машине к перекрёстку Гиват-Шауль и открыли огонь по людям на автобусной остановке на бульваре Вейцмана вблизи тремпиады (специальное место для автостопа). В результате были убиты трое — 24-летняя беременная женщина, 67-летняя женщина и 73-летний мужчина, а шестнадцать человек получили ранения. По словам главы Иерусалимского округа полиции генерал-майора Дорона Турджемана: 

Террористы подъехали к остановке с оружием и стали расстреливать людей. Двое военнослужащих и вооружённый гражданин, которые в этот момент находились на месте происшествия, быстро отреагировали на происходящее и ликвидировали нападавших. В машине террористов обнаружена сумка со снаряжёнными магазинами к оружию и сотнями патронов

### Убийство Юваля Кестельмана
Атака террористов закончилась через 28 секунд, когда Юваль Кестельман, гражданин Израиля, застрелил террористов. Он ехал на своей машине на работу по другой стороне дороги, вышел из машины примерно через двадцать секунд после начала инцидента и застрелил обоих террористов. Чуть позже двое солдат тоже вышли из машины и, когда увидели Юваля Кестельмана, стоящего и стреляющего в террористов, подумали, что это террорист, и выстрелили ему в ноги. Юваль Кестельман сел на пол, бросил оружие, расстегнул жакет, чтобы показать, что под ним нет оружия, бросил в сторону солдат свой бумажник, чтобы они могли проверить его удостоверение личности, и крикнул: «Я израильтянин, не стреляйте», но солдаты выстрелили ему в грудь и челюсть и смертельно ранили. После ранения он несколько минут лежал раненый на дороге, никакой помощи ему не оказали. Вечером в больнице «Шаарей-цедек» врачи не один час боролись за его жизнь, но он скончался и там констатировали его смерть.

## Жертвы
Было убито четыре человека:
- Раввин Элимелех Вассерман, 73 года. Элимелех Вассерман был судьёй раввинского суда Ашдода. Он являлся одним из ведущих хасидов в Иерусалиме и ехал на работу в суд в Ашдоде. Элимелех Вассерман был среди наиболее старших и опытных судей раввинской судебной системы[15]. Он был родом из Хайфы, являлся потомком белзской хасидской династии и был тесно связан с белзским ребе. Элимелех Вассерман окончил иешиву Серет Вижниц в Хайфе. Он — ученик раввина Йосефа Коэна, а рукоположение принял от Главного раввината Израиля. Его супруга — дочь раввина Ашера Фройнда.
- Хана Иферген, 67 лет. Хана Иферген работала директором школы для девочек «Бейт-Яаков Бнот Хадасса» в Бейт-Шемеше.
- Ливия Дикман, 24 лет. Она — дочь раввина Иегуды Штайнхейса из района Хар-Ноф в Иерусалиме и была женой раввина Меира Дикмана[16]. Ливия Дикман работала учительницей младших классов религиозной школы для девочек. В момент убийства она была беременна первым ребёнком. Плод спасти не удалось[11]. Узнав о смерти своей учительницы, девочки заплакали, а одна спросила: «А можно оставить её в живых хоть ненадолго, чтобы мы смогли с нею попрощаться?»[2]
- Юваль Дорон Кестельман, 38 лет. Он был солдатом пограничной службы и полиции, а затем окончил юридический факультет и стал юристом в Комиссии государственной службы. Во время войны он записался в резерв, а через несколько недель был освобождён и вернулся на работу. Юваль Кестельман работал адвокатом в правительственных структурах, а ранее был в спецслужбах[17]. У него на следующий день должен был быть день рождения[18].

Кроме убитых было ранено 16 человек. Служба скорой помощи отвезла в две больницы («Шаарей-Цедек» и «Хадасса — Эйн-Керем») 13 раненых, включая солдата-резервиста, который помог ликвидировать террористов. Четыре из 13 находятся в тяжёлом состоянии.

## Нападавшие
Нападавшими являлись два брата, 30-летний Ибрагим Нимер и 38-летний Мурад Нимер, связанные с группировкой ХАМАС, которые ранее уже сидели в тюрьме за террористическую деятельность. Ибрагим отсидел с 2010 по 2020 год, а Мурад сидел в тюрьме в 2014 году. Впоследствии ХАМАС взял на себя ответственность за теракт.
В результате перестрелки оба террориста были ликвидированы.

## Реакция
Главный раввин Ицхак Йосеф, президент Первого верховного раввинского суда, отметил, что он «оплакивает трагическое убийство судьи-раввина, раввина Элимелеха Вассермана, который был зверски убит злодеями сегодня утром в Иерусалиме», и подчеркнул, что Вассерман «был знатоком Торы и одним из немногих избранных, даже после выхода на пенсию, которые настаивали на продолжении работы от имени правовой системы. Раввинским судам будет очень не хватать его влиятельного и доброжелательного присутствия. Пусть Всевышний отомстит за его смерть и вытрет все слёзы…»
Министр Михаэль Малкиэли выразил слова глубокой скорби и добавил: «Пусть его память будет благословенна… Этот трагический инцидент произошёл, когда раввин Вассерман направлялся в раввинский суд в Ашдоде… Раввин Вассерман, выдающаяся фигура в системе израильских раввинских судов, занимал высшую и важную роль, служа народу Израиля с непоколебимой преданностью и сияющим духом на протяжении многих лет».